# Ваккариццо-Альбанезе
Ваккариццо-Альбанезе (итал. Vaccarizzo Albanese) — коммуна в Италии, располагается в регионе Калабрия, в провинции Козенца.
Население составляет 1236 человек (2008 г.), плотность населения составляет 154 чел./км². Занимает площадь 8 км². Почтовый индекс — 87060. Телефонный код — 0983.
Покровительницей коммуны почитается Пресвятая Богородица, её Константинопольский образ, празднование 21 ноября. В коммуне особо празднуются Крещение Господне и Пасха. 13 декабря особо поминается святая Лукия Сиракузская.

## Демография
Динамика населения:

## Администрация коммуны
- Официальный сайт: http://www.comune.vaccarizzoalbanese.cs.it/